# Qianxisaurus chajiangensis
Il qianxisauro (Qianxisaurus chajiangensis) è un rettile acquatico estinto, appartenente ai saurotterigi. Visse nel Triassico medio (Ladinico, circa 240 milioni di anni fa) e i suoi resti fossili sono stati ritrovati in Cina.

## Descrizione
Questo rettile è noto grazie a uno scheletro ritrovato nella formazione Falang, nella provincia di Guizhou in Cina. L'aspetto era vagamente simile a quello di una lucertola, e la lunghezza doveva raggiungere gli 80 centimetri. Qianxisaurus era caratterizzato da una premascella con otto denti, mentre erano presenti denti marginali dotati di un peduncolo leggermente ristretto e con una corona conica e corta. Il muso era più lungo del resto del cranio, e il postorbitale era dotato di un processo dorsale troncato e di un processo posteriore biforcato; la finestra sopratemporale era molto piccola.  
Il corpo era allungato e dotato di 28 vertebre, mentre il sacro era robusto e formato da quattro vertebre; le costole dorsali possedevano un solco longitudinale nella superficie dorsale, mentre il coracoide era dotato di una stretta porzione laterale e di una porzione mediale a forma di piede. 

## Classificazione
Qianxisaurus è stato descritto per la prima volta nel 2012 e, benché la morfologia generale ricordi quella dei pachipleurosauri europei, un'analisi filogenetica non ha permesso di stabilire con certezza una relazione con queste forme. Qianxisaurus è in ogni caso un rappresentante basale dei saurotterigi, probabilmente il sister group di un clade comprendente i pachipleurosauri europei e i notosauri veri e propri. Altre forme di saurotterigi basali ritrovati in Cina sono l'enigmatico Wumengosaurus e Diandongosaurus. 